# Голотип

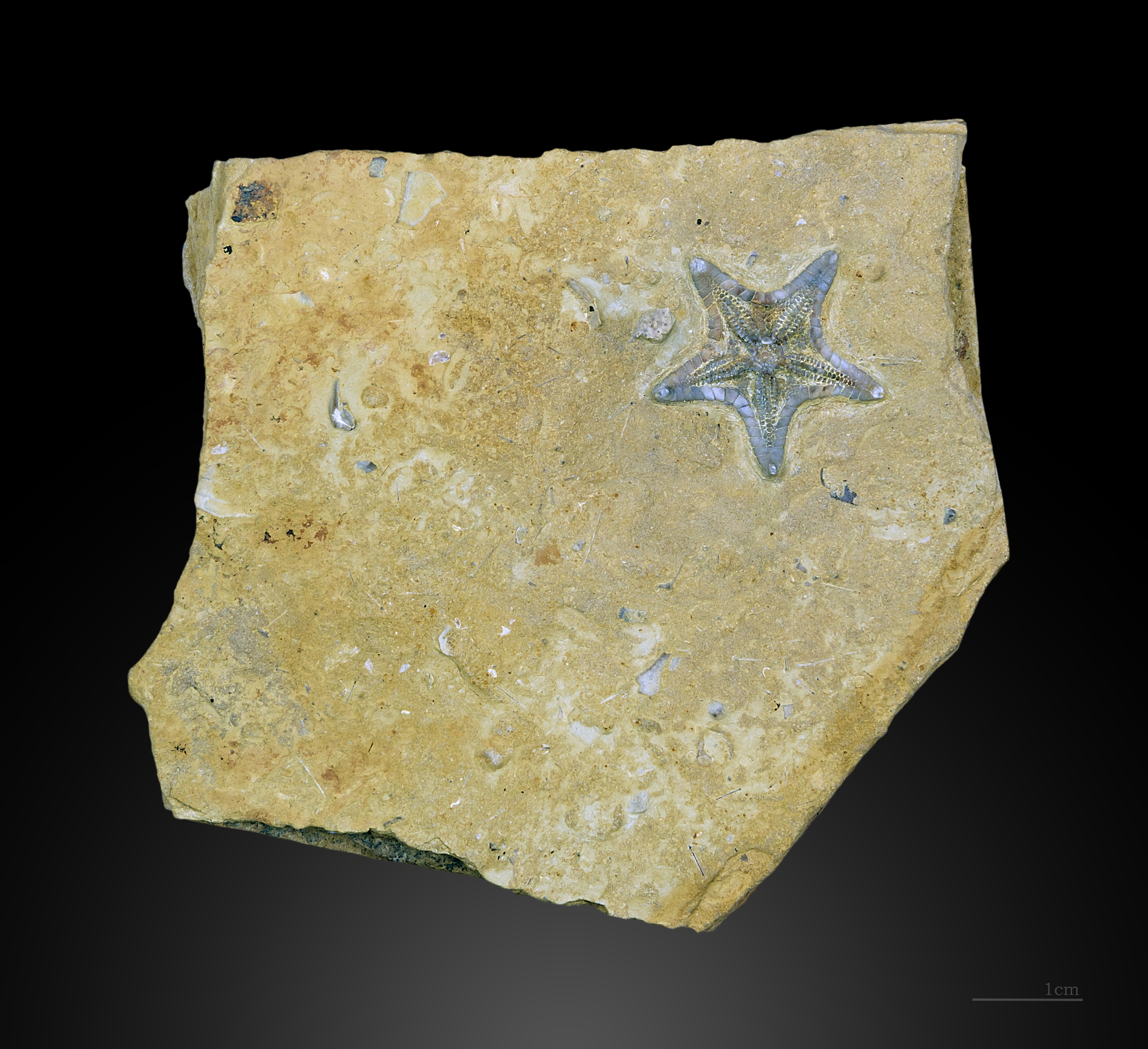
Голотип Marocaster coronatus

Голоти́п — екземпляр біологічного об'єкта, вибраний і позначений дослідником, що описує новий таксон (наприклад, вид чи підвид). За цим єдиним екземпляром характеризують весь вид. З голотипом порівнюють інші екземпляри та зразки, якщо треба засвідчити правильність ідентифікації виду. 
Звичайно, під час опису нового виду разом з голотипом дослідник позначає декілька інших екземплярів, що складають типову серію і в сучасній систематиці називаються паратипами (в минулі часи — просто типами). Якщо новий вид описано на основі лише одного екземпляра, його автоматично вважають голотипом. Якщо новий вид описано на основі типової серії, але голотип явно не обраний дослідником або втрачений, представники типової серії називаються синтипами, а характерний екземпляр — лектотипом. Котип — застаріла назва паратипу і синтипу.